# Estación Catinzaco
Catinzaco era una estación de ferrocarril ubicada la localidad de Colonia Catinzaco, en el departamento Chilecito de la provincia de La Rioja, Argentina.

## Servicios
No presta servicios de pasajeros ni de cargas.
Sus vías e instalaciones corresponden al Ramal A3 del Ferrocarril General Belgrano.